# Зайнал Абидин бин Ахмад
Зайна́л Абиди́н бин Ахма́д (малайск.  Zainal Abidin bin Ahmad; 16 сентября 1895, Букит-Кердас, Негери-Сембилан — 23 октября 1973, Петалинг-Джая) — малайзийский педагог, переводчик, автор первых учебников по малайскому языку. Известен под псевдонимом Зааба (Za’ba).

## Биография
Родился в семье выходцев из Индонезии (отец бугиец, мать — минангкабау). Был старшим из трёх детей. Окончил малайскую школу в Бату-Кикир и в Лингге (поступил сразу в третий класс, ибо был уже обучен грамоте дома — отец был единственным грамотным человеком в деревне) и Институт Святого Павла в Серембане. Был первым малайцем, который сдал экзамен по программе Кембриджа (1915).
Начал трудовую деятельность в 1916 г. учителем в одной из английских школ Джохор-Бару. В 1918—1923 гг. преподавал в малайском колледже в Куала-Кангсаре, в 1923—1924 гг. являлся сотрудником управления образования в Куала-Лумпуре, в 1924—1939 гг. преподавал в колледже султана Идриса в Танджунг-Малиме (ныне Педагогический университет султана Идриса), в 1939—1942 гг. работал в информационном управлении Сингапура, в 1947—1951 гг. преподавал малайский язык в Школе восточных и африканских исследований Лондонского университета. По возвращении на родину в 1953—1959 гг. занимал пост старшего преподавателя Университета Малайя в Сингапуре. Стоял у истоков создания Объединённой малайской национальной организации (ОМНО) и был её первым Генеральным секретарём.
Издал более 40 книг по малайскому языку и литературе, перевел на малайский повесть Марка Твена «Принц и нищий» (1958).

## Cемья
- мать Интан Авалуддин (Intan Awaluddin) (1877—1907)
- отец Ахмад Ибрагим (Ahmad Ibrahim) (1862—1927)
- брат Мохаммад Юсоф бин Ахмад (Mohammad Yusof Bin Ahmad) (1900—?)
- сестра Сити Хава Ахмад (Siti Hawa Ahmad)
- жёны Урай бинти Машбан (Urai bt Mashban) и Фатима бинти Умар (Fatimah binti Umar)
- дочери Зайтун Зааба (Zaitun Za’ba), Замруд Зааба (Zamrud Za’ba)
- сын Редза Зааба (Redza Za’ba) (1927—1995)

## Награды и звания
- Звание "Поборник малайского языка (Pendeta Bahasa Melayu) (Третий конгресс малайского языка и литературы, 1956)
- Почетный доктор Университета Малайя (1959)
- Орден Защитника королевства (Panglima Mangku Negara) и титул Тан Сри (1962)
- Почетный доктор Национального университета Малайзии (1973)

## Основные труды
- Umbi Kemajuan (1932)
- Pelita Bahasa Melayu. Penggal I—III (20 изданий, первое в 1934 г., последнее в 2000)
- Ilmu mengarang Melayu (1940)
- Asuhan Budi Menerusi Islam (1958)
- Persuratan Melayu : kumpulan karangan Haji ZA’BA yang tersiar dalam majalan Qalam dari tahun 1951 hingga 1954, disertai dengan pandanaga, ulasan dan keterangan (1960)
- Kalong bunga: pilehan dan petekan dari rangkap² puisi Melayu chara lama (1964)
- Rahsia ejaan jawi (2009)

## Память
- Имя Заабы носит библиотека Университета Малайя (Perpustakaan Peringatan Za’ba) (с 1976 г.) и один из колледжей Национального университета Малайзии (Kolej Pendeta Za’ba).
- В 2002 выпущена марка с его портретом.

Мемориальная библиотека им. Заабы в Университете Малайя